# Гиббон, Джон
Джо́н Ги́ббон (англ. John Gibbon; 20 апреля 1827 — 6 февраля 1896) — кадровый офицер армии США, участник гражданской войны и индейских войн.

## Ранние годы
Родился 20 апреля 1827 года в Холмсберге (Holmesburg), штат Пенсильвания, был четвёртым ребёнком из десяти в семье доктора Джона Хейшема Гиббонса и Катарины Ларднер. Свои первые годы провёл в районе Филадельфии. Когда ему было десять лет, семья переехала в Шарлотт (Северная Каролина), где его отец стал главным пробирщиком Монетного двора США.
Получив начальное образования, Гиббон поступает в Военную академию Вест-Пойнт, в 1843 году. Окончил её 20-м по успеваемости в выпуске 1847 года и получил временное звание второго лейтенанта 3-й артиллерийской батареи США. Гиббон был в Мексике во время Американо-мексиканской войны, но не участвовал в боях. Позже, во время Семинольской войны, поддерживал мир между семинолами и поселенцами в Южной Флориде и преподавал тактику артиллерии в Вест-Пойнте, где написал «Руководство артиллериста» (1859). Оно представляло собой научный трактат по артиллерийской стрельбе, и впоследствии использовалось обеими сторонами в гражданской войне.
12 сентября 1850 года Гиббон получил звание первого лейтенанта, а 2 ноября 1859 года —  капитана.
В 1855 году женится на Фрэнсис «Фанни» Норт Моаль (Francis «Fannie» North Moale). У них родилось четверо детей: Фрэнсис Моаль Гиббон, Катарина «Кэти» Ларднер Гиббон, Джон Гиббон-младший (умер ребёнком) и Джон С. Гиббон.

## Гражданская война
Когда началась Гражданская война, Гиббон служил капитаном артиллерийской батареи В, 4-го артиллерийского полка, расквартированного в лагере Кэмп-Флойд (штат Юта). Его отец был рабовладельцем, три брата и двоюродный брат Джеймс Петтигрю служили в армии Конфедерации, однако Гиббон выбрал службу в армии Союза. Прибыв в Вашингтон, он стал командующим артиллерии при армии Макдауэлла. В 1862 г. назначен бригадным генералом добровольцев и стал командовать бригадой «западников», известной как «King’s Wisconsin Brigade». Бригада Гиббона состояла из четырёх полков:
- 19-й Индианский пехотный полк: полк. Соломон Мередит
- 2-й Висконсинский пехотный полк: полк. Эдгар О'Коннер
- 6-й Висконсинский пехотный полк: полк Лизандер Катлер
- 7-й Висконсинский пехотный полк: полк. Уильям Робинсон

Гиббон сразу занялся муштровкой бригады и ввёл в употребление чёрные шляпы "Харди" модели 1858 года. Эти шляпы и породили прозвище «Бригада Черная Шляпа» (Black Hat Brigade). Этой бригаде пришлось встретиться в бою со знаменитой бригадой Каменной Стены во Втором Сражении при Булл-Ран в августе 1862 года.
В этом сражении его бригада находилась в составе дивизии Руфуса Кинга, в III корпусе Макдауэлла. 28 августа дивизия Руфуса Кинга двигалась в направлении Сентервила, и артиллерия Джексона открыла по ней огонь, чтобы втянуть в сражение. Бригада Гиббона попала под первые выстрелы и сама открыла огонь, так что стала первым федеральным соединением, вступившим в сражение. Бой завершился вничью, и он дорого обошёлся обеим сторонам: федералы потеряли 1150 человек, южане — 1250.
Во время Мерилендской кампании бригада Гиббона приняла участие в сражении у Южной горы в составе корпуса Хукера. Корпус наступал в ущелье Тёрнера, и бригада удачно атаковала конфедеративную бригаду Колкитта. Про эту атаку Хукер сказал, что бригада «сражалась как железная» (fought like iron). Именно с этого момента бригада получила своё прозвище «Железная бригада».

Атака Железной бригады в битве при Энтитеме

В последний раз Гиббон командовал бригадой в сражении при Энтитеме. Корпус Хукера начал наступление на позиции противника и Железная Бригада одной из первых вошла на кукурузное поле, отбросила бригаду Старке и серьёзно осложнила положение южан на этом участке. Именно тогда Джексон бросил в бой техасскую бригаду Джона Худа. Отчаянной атакой техасцы опрокинули бригады Гиббона, Фелпса и Хоффмана. Весь корпус Хукера был разбит.
За Энтитемское сражение Гиббон получил звание майора регулярной армии. Он был повышен до командира дивизии и стал командовать 2-й дивизией I-го корпуса. Эту дивизию он повёл в бой в сражении при Фредериксберге. Гиббону повезло: он не участвовал в самоубийственных атаках на каменную стену, его дивизия действовала на левом фланге. Она наступала на позиции генерала Эмброуза Хилла, поддерживая справа основную атаку дивизии генерала Мида. В том бою дивизия Гиббона ничем не отличилась, но сам он был легко ранен. Рана была неопасна, но в неё попала инфекция и Гиббон выбыл из строя на несколько зимних месяцев. После выздоровления его настигла весть о внезапной смерти сына — Джона Гиббона Младшего.
Гиббон вернулся в армию к началу сражения при Чанселорсвилле, но его дивизия стояла в резерве и серьёзного участия в бою не приняла.
Основную известность Гиббон заслужил во время сражения при Геттисберге. Он командовал 2-й дивизией II-го корпуса, и временно командовал всем II-м корпусом, замещая Уинфилда Хэнкока. Дивизия его имела следующий состав:
- Бригада Уильяма Харроу: 4 полка
- Филадельфийская бригада Александра Уэбба: 4 пенсильванских полка
- Бригада Нормана Холла: 5 полков

В ночь на 3 июля во время военного совета генерал Джордж Мид отвёл Гиббона в сторону и сказал: «Если Ли атакует завтра, то это случится на вашем участке». Мид оказался прав и 3 июля дивизия Гиббона оказалась именно на том участке, против которого была направлена атака Пикетта. Первый удар пришёлся по стоящей правее дивизии Хейса, но был легко отбит. Но второй удар — силами дивизии Джорджа Пикетта, пришёлся как раз по дивизии Гиббона: по бригадам Уэбба, Харроу и Холла. Именно на участке Александра Вебба сумела прорваться вирджинская дивизия Льюиса Армистеда. Гиббон снова был ранен.

### Оверлендская кампания
Гиббон вернулся в строй и стал командовать 2-й дивизией Второго корпуса (Хэнкока). К началу мая 1864 года его дивизия состояла из четырёх бригад:
- Бригада Александра Уэбба
- Бригада Джошуа Оуэна
- Бригада Самуэля Кэррола
- Бригада полковника Мёрфи (создана 9 мая)

4 мая началась Оверлендская кампания. 5 мая корпус Хэнкока вышел к перекрёстку дорог Оринж-Пленк-Роуд и Брок-Роуд и вступил в бой с корпусом Э.П.Хилла; началась Битва в Глуши. Дивизия Гиббона пришла на позицию последней, когда уже были отбиты и стали отходить дивизии Гетти и Мотта. Хэнкок приказал Гиббону спешить на помощь корпусу ускоренным маршем и скоро пришла бригада Кэролла, и её вместе с бригадой Оуэнна передали в усиление дивизии Дэвида Бирни. Сам Гиббон взял свою последнюю бригаду (Уэбба) и повёл её в бой. Прибытие его дивизии остановило наступление противника и позволило удержать перекрёсток.
На следующий день корпус начал наступление и почти разбил корпус Хилла, но на поле боя пришёл корпус Лонгстрита и остановил федеральный корпус. В это момент произошёл инцидент, который впоследствии вызвал много споров. Около 07:00 Хэнкок приказал Гиббону найти дивизию Барлоу (которая стояла на левом фланге) и атаковать правый фланг противника. Гиббон отправил только одну бригаду. Впоследствии он утверждал, что приказан на переброску дивизии ему не приходило. Барлоу тоже отрицал, что получил такой приказ. Хэнкок писал в рапорте, что невыполнение Гиббоном приказа не позволило своевременно разбить корпус Хилла, а в 11:00 дало возможность Лонгстриту атаковать левый фланг корпуса. Гиббон в своих мемуарах категорически отрицал свою ответственность, и посвятил этому объяснению 24 страницы. Этот вопрос так же обсуждался между Хэнкоком и Гиббоном в переписке в 1883 году.

### Осада Питерсберга
Во время осады Питерсберга его люди отказались идти в бой во втором сражении у Римс-Стейшен, что повергло Гиббона в глубокую депрессию.

### Командир корпуса
Он некоторое время командовал XVIII корпусом, потом ненадолго оставил службу по состоянию здоровья, но он был нужен армии и Гиббону пришлось вернуться и принять командование XXIV корпусом в Армии Джеймса.

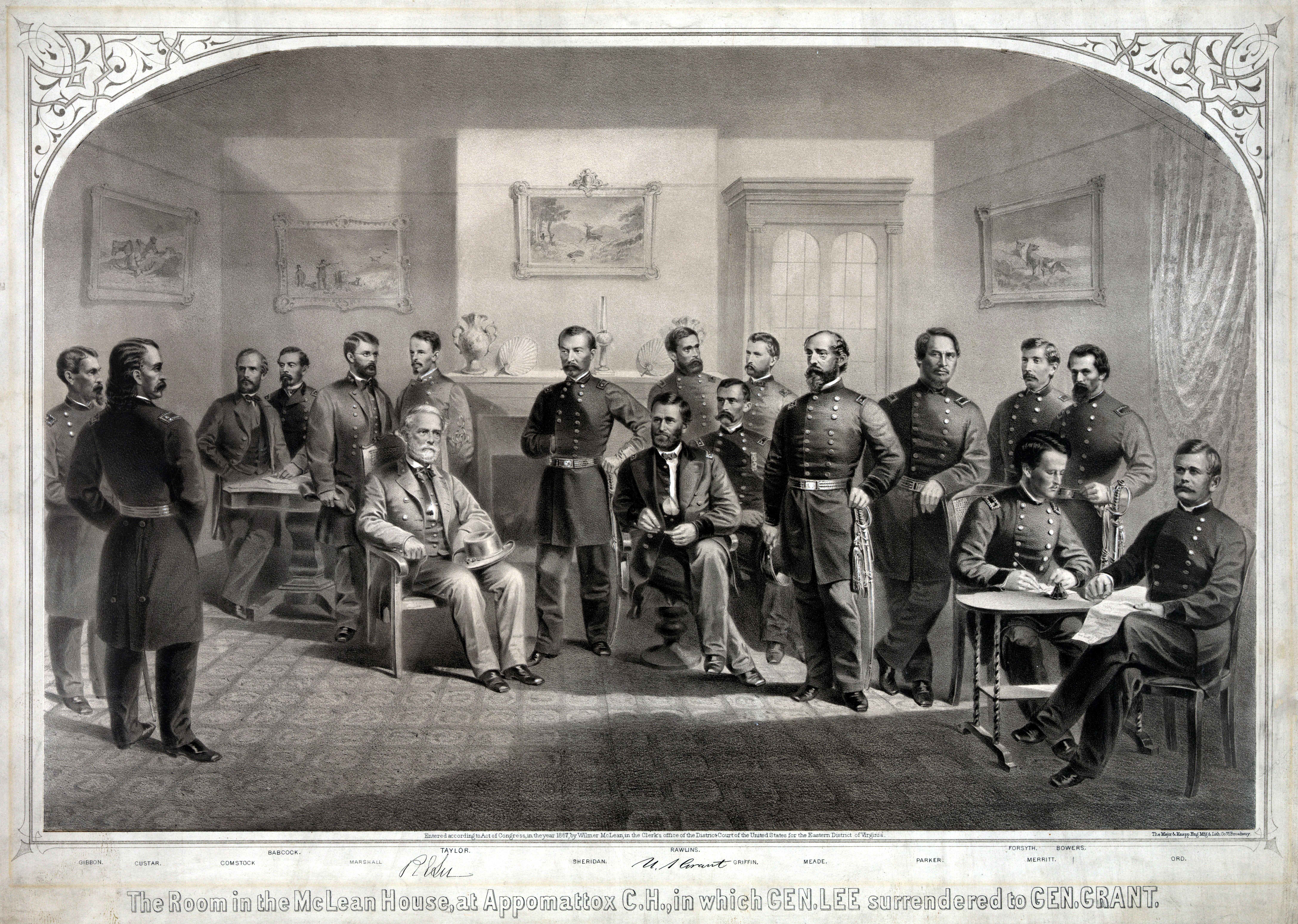
Капитуляция Ли в Аппоматоксе. Гиббон — крайний слева.

Его корпус помогал осуществить решающий прорыв под Питерсбергом. В ходе третьего сражения под Питерсбергом он был введён в прорыв после VI корпуса и был направлен прямо на Питерсберг, но был остановлен у Форта Грегг. Форт был взят, но на этом наступательные возможности корпуса были израсходованы. После капитуляции Питерсберга дивизия Гиббона участвовала в Аппоматоккской кампании, и смогла перерезать противнику путь к отступлению при Аппоматоксе. В том бою генерал Ли пытался прорваться к Личбергу, где находились эшелоны с боеприпасами. Путь на Линчберг перекрывала только кавалерия Шеридана, но корпус Гиббона сумел осуществить энергичный бросок на 21 километр и явиться к Аппоматтоксу в нужный момент. В это время южане силами корпуса Джона Гордона опрокинули кавалерию Шеридана и поднялись на вершину холма, откуда увидели приближающиеся части корпуса Гиббона. Именно тогда Гордон сообщил генералу Ли, что не сможет дальше наступать, и генерал Ли произнёс историческую фразу: «Тогда мне не остается ничего, кроме как встретиться с генералом Грантом, хотя лучше б мне умереть.»
Гиббон стал одним из трёх генералов, принимавших капитуляцию Северовирджинской армии.

## Индейские войны

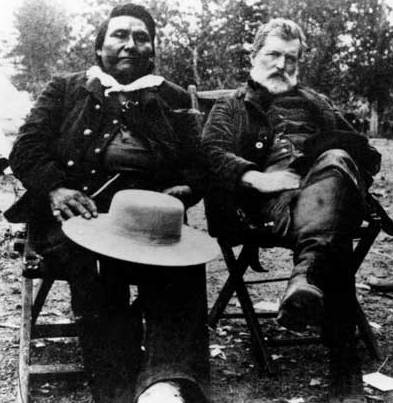
Вождь Жозеф и Гиббон (справа) на поле боя при Биг-Хоул в 1889 году.

После войны Гиббон остался в армии. Он вернулся к званию полковника и в 1876 году, во время войн с индейцами Сиу, командовал пехотой в форте Эллис в Монтане.
Гиббон, генерал Джордж Крук и генерал Альфред Терри провели совместную кампанию против сиу и шайеннов, но Крук был остановлен в сражении при Росбаде, а подполковник Джордж Кастер атаковал крупное индейское поселение на берегу реки Литтле-Бигхорн. В сражении на Литтл-Бигхорн-Ривер погиб сам Кастер и 261 солдат его отряда. Гиббон подошёл только 26 июня и успел спасти от гибели несколько сотен раненых, которыми командовал Маркус Рено. Прибыв лично на следующий день, Гиббон помогал хоронить убитых и эвакуировать раненых.
На следующий год, когда Гиббон ещё командовал гарнизоном в Монтане, он получил телеграмму от генерала Оливера Ховарда с просьбой перехватить отряд не-персе, который отступил из Айдахо под нажимом Ховарда. Гиббон обнаружил не-персе около Биг-Хоул-Ривер в западной Монтане. В сражении при Биг-Хоул отряд Гиббона понёс тяжёлые потери и сам Гиббон был ранен индейским снайпером. Отряд не-персе отступил в полном порядке на следующий день. Гиббон срочно запросил помощи у Ховарда, который прибыл на следующий день. Сам Гиббон не смог преследовать не-персе из-за ранения.

## Последующая карьера и смерть
Джон Гиббон умер в Балтиморе (Мэриленд) и был похоронен на Арлингтонском национальном кладбище. Помимо известной книги «Пособие по артиллерии» (1859) он был автором книги «Personal Recollections of the Civil War», изданной посмертно в 1928 и «Приключений на Западной границе», также изданной посмертно в 1994. Так же им было написано много статей в газетах и журналах — в основном про его жизнь на Западе, с высказываниями относительно правительственной политики в отношении индейцев.
3 июля 1988 года, в 125-ю годовщину сражения под Геттисбергом, на поле боя была установлена бронзовая статуя Гиббона — на том месте, где он был ранен во время атаки Пикетта.
В его честь был назван город Гиббон в Миннесоте и населенный пункт Гиббон в Орегоне. После его экспедиции 1872 года на карте появились река Гиббон и водопад Гиббон — сейчас это территория Йеллоустонского национального парка.

## В кино и литературе
В фильме «Геттисберг» роль Гиббона сыграл Эмили О. Шмидт.